# Sojus TMA-17
Sojus TMA-17 war eine Missionsbezeichnung für den Flug des russischen Raumschiffs Sojus zur Internationalen Raumstation (ISS). Im Rahmen des ISS-Programmes trug der Flug die Bezeichnung ISS AF-21S. Es war der 21. Besuch eines Sojus-Raumschiffs an der ISS und der 127. Flug im Sojusprogramm.

## Besatzung
- Oleg Walerjewitsch Kotow (2. Raumflug), Kommandant (Russland/Roskosmos)
- Sōichi Noguchi (2. Raumflug), Bordingenieur (Japan/JAXA)
- Timothy John Creamer (1. Raumflug), Bordingenieur (USA/NASA)

## Missionsüberblick
Sojus TMA-17 startete am 20. Dezember 2009 um 21:52 UTC vom Weltraumbahnhof Baikonur, Kasachstan und dockte zwei Tage später am Andockport nadir des Sarja-Moduls an die ISS an. Die Mission brachte drei Besatzungsmitglieder der ISS-Expeditionen 22 und 23 zur Internationalen Raumstation, die zu diesem Zeitpunkt seit drei Wochen nur mit zwei Mann besetzt war. Nach Ankunft an Bord der ISS wurde zweimal Weihnachten gefeiert (einmal nach russischer und einmal nach Greenwich-Zeit), wozu Sojus TMA-17 auch einen Kunststofftannenbaum mit auf die Station brachte. Bis zum 18. März 2010 diente das Sojus-Raumschiff als zweite Rettungskapsel neben Sojus TMA-16 für die auf fünf Personen angewachsene Langzeitbesatzung.
Am 2. Juni 2010 um 00:04 UTC koppelte Sojus TMA-17 mit Kotow, Noguchi und Creamer an Bord wieder von der ISS ab. Damit begann auf der ISS die Expedition 24 mit Alexander Skworzow als Kommandant. Die Landung von Sojus TMA-17 erfolgte um 03:25 UTC in der kasachischen Steppe.